# Oxygen Project

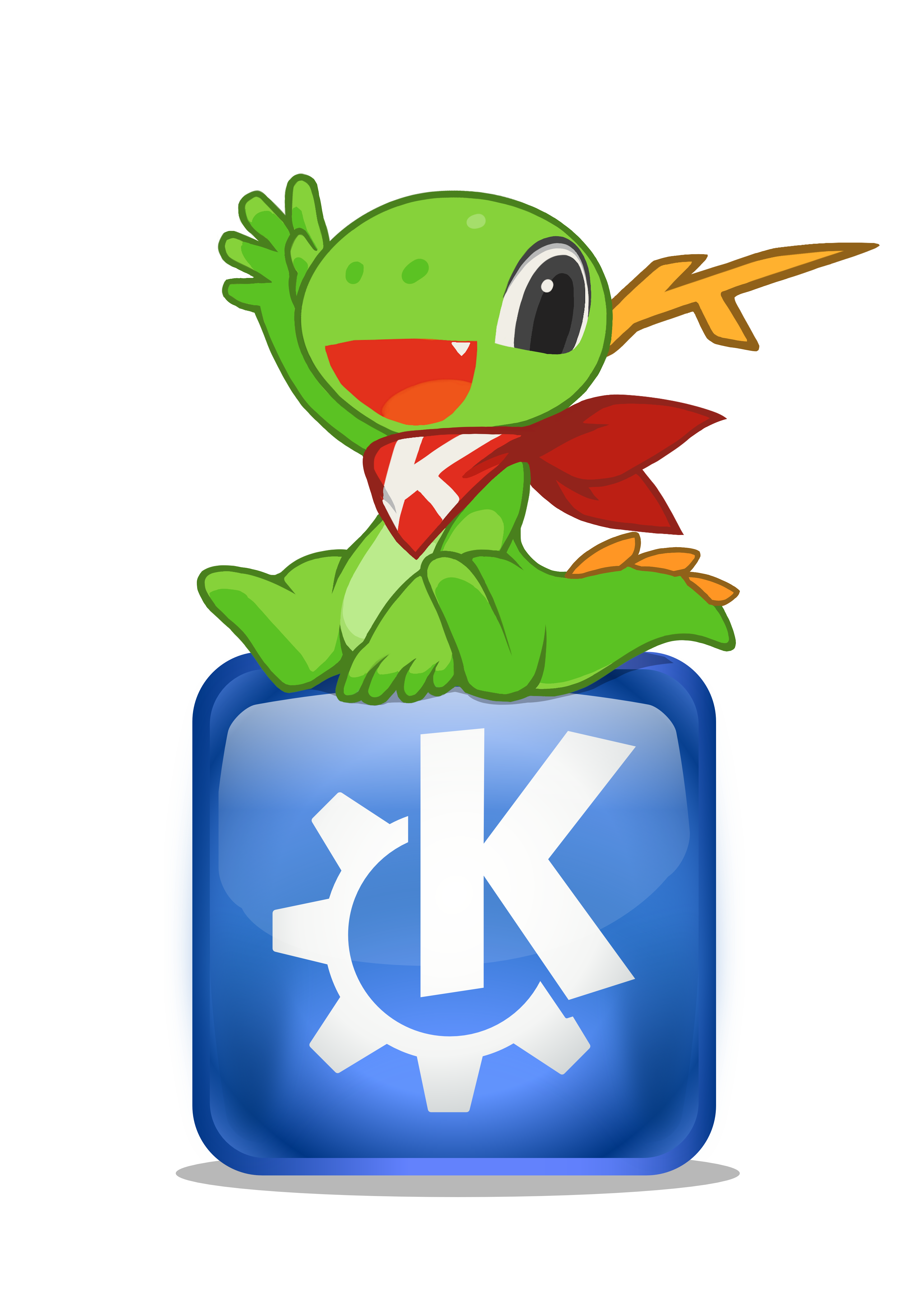
KDE Maskottchen Konqi im Oxygen-Stil

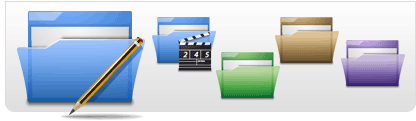
Oxygen-Ordnersymbole

Das Oxygen Project wurde 2008 ins Leben gerufen, um die grafische Oberfläche des KDE Desktops optisch zu erneuern und ist dabei integraler Bestandteil der KDE Software Compilation 4. Es besteht aus einem Satz Symbole, einer Fensterdekoration für KWin und Themes für GTK und Qt sowie zwei Themen für KDE Plasma Workspaces und eine TrueType-Schriftart.

## Farbpalette
Die folgende Farbpalette wird von dem Oxygen Project verwendet:
| Holz          | 57401e | 75511a | 8f6b32 | b3925d | debc85 |
| Ziegelstein   | bf0303 | e20800 | e85752 | f08682 | f9ccca |
| Himbeere      | bf0361 | e20071 | e85290 | f082b0 | f9cade |
| Burgund       | 85026c | a02786 | b14f9a | c173b0 | e8b7d7 |
| Traube        | 34176e | 462886 | 644a9b | 8e79a5 | c3b4da |
| Himmelblau    | 00438a | 0057ae | 2c72c7 | 6193cf | a4c0e4 |
| Meeresblau    | 006066 | 007880 | 00a7b3 | 00c4cc | a8dde0 |
| Smaragdgrün   | 00734d | 009966 | 00b377 | 00cc88 | 99dcc6 |
| Waldgrün      | 00892c | 37a42c | 77b753 | b1d28f | d8e8c2 |
| Sonnengelb    | f3c300 | ffdd00 | ffeb55 | fff299 | fff6c8 |
| heiße Orange  | cf4913 | eb7331 | f29b68 | f2bb88 | ffd9b0 |
| Aluminiumgrau | 555753 | 888a85 | babdb6 | d3d7cf | eeeeec |
| Braunorange   | 803f00 | bf5e00 | ff7e00 | ffbf80 | ffdfbf |
| Rot           | 8c0000 | bf0000 | ff0000 | ff8080 | ffbfbf |
| Pink          | a3007b | cc009a | ff00bf | ff80df | ffbff0 |
| Violett       | 400080 | 5a00b3 | 8000ff | c080ff | dfbfff |
| Blau          | 0000bf | 0000ff | 0066ff | 80b3ff | bfd9ff |
| Grün          | 008c00 | 00bf00 | 00ff00 | 80ff80 | bfffbf |
| Limette       | 8bb300 | bff500 | e5ff00 | f0ff80 | f8ffbf |
| Gelb          | ffbf00 | ffd500 | ffff00 | ffff99 | ffffbf |
| Grau          | 555555 | 888888 | bbbbbb | dddddd | eeeeee |

## Historie
Es erfolgte ein Bruch mit dem Cartoon-Stil des K Desktop Environment 3. Stattdessen wurde eine photorealistische Optik gewählt. Als Inspiration diente Aqua (macOS) sowie die Nuvola Icons. Es baut dabei auf bestehende freedesktop.org Standards auf. Die Symbole werden als SVG mit Alpha-Kanälen, Transparenz und eingebettete Bitmapgrafiken ausgeliefert, um komplexe dreidimensionale Effekte zu erzeugen. Die Entwicklung der Symbolsprache wurde durch Usability-Tests begleitet. Der Font-Designer Vernon Adams entwickelte die Sans Serif-Schriftsätze zu Oxygen.
| Version | Bild | Beschreibung |
| ------- | ---- | --- |
| 4.0     |      | Das Plasma-Thema ist schwarz/weiß gehalten.                                                                                            |
| 4.1     |      | Die KWin-Dekoration nutzt Bildprägung.                                                                                                 |
| 4.2     |      | Vertikale Gradienten und der verstärkte Einsatz von Transparenz bei aktivierten Compositing sorgt für eine dreidimensionalere Ansicht. |
| 4.3     |      | Ein neues helles Plasma-Thema namens Air wird standardmäßig verwendet.                                                                 |
| 4.4     |      | Animationen für das Widget-Thema, neu gestaltete Icons für Toolbars und eine Entfernung des Bildprägungseffektes                       |
| 4.5     |      | Monochrome Symbole für die Air- and Oxygen-Plasma-Themen.                                                                              |

Ab KDE Plasma 5 wurden Oxygen durch ein neues Design namens Breeze abgelöst.

## Rezeption
Oxygen sei laut der Zeitschrift Computerwoche gelungen und wirke sehr elegant. Das Ziel, eine neue Anwendererfahrung zu schaffen, sei erfüllt.

### Auszeichnungen
Schöpfer Nuno Pinheiro erhielt den Preis für die beste nicht-Applikation bei den KDE#Akademy Awards 2008, insbesondere weil er laut Linux-Magazin die Kluft zwischen Designern und Programmierern erfolgreich durchbreche.